# Carlos Fischer
Carlos Lorenzo Fischer Brusoni (* 1903 in Fray Bentos; † 1969) war ein uruguayischer Politiker.
Fischer gehörte der Partido Colorado an. Vom 15. Februar 1943 bis zum 9. November 1949 hatte er in der 34. und 35. Legislaturperiode ein Mandat für das Departamento Río Negro in der Cámara de Representantes inne. Anfang der 1950er Jahre war er Landwirtschaftsminister von Uruguay. 1958 folgte er nach seiner Wahl durch den Nationalrat am 7. März Arturo Lezama im Vorsitz des Consejo Nacional de Gobierno nach, war damit gleichzeitig letzter Angehöriger der Partido Colorado in dieser Position und zu diesem Zeitpunkt damit Präsident der Republik. Er wurde am 1. März 1959 von Martín Echegoyen abgelöst, unter dessen Senatspräsidentschaft er zudem im Jahr 1963 Erster Vizepräsident in der Cámara de Senadores war. In der 38. und 39. Legislaturperiode saß er als stellvertretender Senator vom 3. März 1959 mit einigen Unterbrechungen bis zum 14. Februar 1967 im Senat.